# Gunnar Hägglöf
Bo Gunnar Richardsson Hägglöf, född 12 december 1904 i Helsingborg, död 12 januari 1994 i Stockholm, var en svensk diplomat, ämbetsman och politiker. 

## Uppväxt och studier
Gunnar Hägglöf kom från en högborgerlig miljö i Stockholm och Veckelnsberg i Södermanland. I hans barndomshem figurerade ledande personer i samhället som Ivar Kreuger, finansminister Theodor Adelswärd, och den ingifte farbrodern professor Tycho Tullberg. Efter studentexamen vid Nya Elementarskolan i Stockholm, tillsammans med Sven Grafström, studerade Hägglöf vid Uppsala universitet, där han hade bland andra Dag Hammarskjöld som kurskamrat. Han tog juris kandidatexamen därifrån 1926.

## Arbetsliv

### Diplomat och statsråd
Den 13 november 1926 blev han attaché och var, förutom på Regeringskansliet, verksam i Paris, London och Moskva. Därtill var han sekreterare i Nationernas Förbunds nedrustningskonferens 1932–1934, varpå han återvände till Sverige. Efter en undran av Per Albin Hansson, som Hägglöf stod på mycket god fot med, var Hägglöf hade sina politiska sympatier, svarade Hägglöf att han röstade på högern för att stärka mittenpartierna. Strax därefter blev Hägglöf konsultativt statsråd (opolitisk) i regeringen Hansson II den 14 oktober 1939, en post han innehade till den 13 december samma år, då regeringen avgick och ersattes av samlingsregeringen Hansson III. Då Rickard Sandler avgick som utrikesminister, och Hansson skulle bilda samlingsregeringen, var Hägglöf en av dem som föreslogs som efterträdare. I stället återgick han till diplomatbanan.

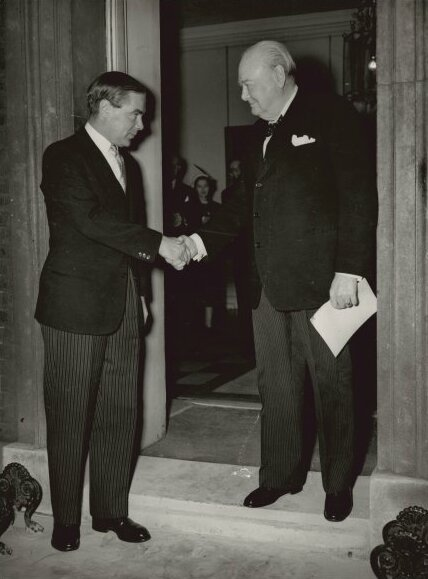
Winston Churchill tar emot Nobelpriset i litteratur från Gunnar Hägglöf, 1953.

Under andra världskriget var han chef för UD:s handelsavdelning och i den rollen hade han flera särskilda uppdrag som förhandlare med bland annat Tyskland, Storbritannien och USA, till exempel om lejdbåtstrafiken som kom igång i februari 1941. Han var den svenska regeringskommissionens (för handelsutbyte) förhandlingsledare med Tyskland från 1940 till 1944, i början tillsammans med Jacob Wallenberg. Han intog ofta en restriktiv hållning till eftergifter för Tyskland, exempelvis emot utställande av krediter till Tyskland 1942.[källa behövs]
Tillsammans med Marcus Wallenberg var han huvudförhandlare med västmakterna i London våren 1943. Dessa förhandlingar ledde fram till Londonavtalet, som innebar en successiv påtvingad minskning av handeln med Tyskland. Förhandlingarna omfattade bland annat permittenttrafiken med vilken Regeringen Hansson III hade tillåtit Nazityska soldater, vapen, och krigsmateriel att fraktas på Svenska järnvägar under perioden juni 1940–augusti 1943.:27-28
Under våren 1944 pågick handelsförhandlingar med Västmakterna i London, och han utsågs då även till envoyé vid de belgiska och nederländska exilregeringarna i London. Från oktober 1944 var han huvudsakligen stationerad i Bryssel, där han var initiativtagare till ett svenskt-belgiskt avtal om hjälpleveranser till Belgien med krediter på 200 miljoner kronor. Efter kriget var han 1946–1947 Sveriges envoyé i Moskva.

### Sveriges förste FN-ambassadör
I Sveriges första delegation till Förenta nationerna i november 1946 hade Herman Eriksson utnämnts till landets ständiga ombud där. År 1947 inrättades en post som svensk FN-ambassadör vid högkvarteret i New York, och Gunnar Hägglöf blev då utnämnd till den förste att ha denna befattning. Vid det laget var han en ansedd och erfaren diplomat med goda förbindelser med statschefer, diplomater och ledare inom näringslivet i hela världen. Han stannade dock endast drygt ett år vid FN, och efterträddes av Sven Grafström 1948.

### Efter FN
Hägglöf blev därefter ambassadör i London 1948–1967 och i Paris 1967 till sin pensionering 1971. Vid sidan av det ämbetet deltog han vid instiftandet av Europarådet 1949, och var ombud vid den historiska FN-insatsen i Suezkrisen 1956.

## Författarskap
Hägglöf utgav flera böcker: Sveriges krigshandelspolitik under andra världskriget (1958), Engelska år (1974), Kina som jag såg det (1978), Sovjet-Ryssland – i går, i dag, i morgon (1979), Det andra Europa (1981) och under pseudonymen Frank Burns Paradis för oss (1952). År 1960 utnämndes han till jur. hedersdoktor vid universitetet i Birmingham. Efter sin pensionering utgav Gunnar Hägglöf sina memoarer i fem band, vilka brukar berömmas som något av det mest vederhäftiga i fråga om skildringar av svensk inrikes- och utrikespolitik under 1900-talet.[källa behövs]

## Familj
Hägglöf var son till bankiren Richard Hägglöf (1865–1933) och Sigrid (född Ryding; 1873–1932). Han var gift med grevinnan Anna Folchi-Vici (1918–2000), dotter till greve Carlo Folchi-Vici från Rom. Hans bröder var översten Lars Gösta Hägglöf (1897–1954), bankiren Kjell Halvar Hägglöf (1899–1990), konsuln Stig Olof Hägglöf (1900–1975) och diplomaten Ingemar Hägglöf (1912–1995). Hans systrar var Karin Hägglöf (1894–1959) och Margit Hägglöf (1895–1916).

## Utmärkelser

### Utländska utmärkelser
- Officer av Franska Svarta stjärnorden, 1927.[2][3]
- Riddare av Spanska Isabella den katolskas orden, 1927.[2][3]
- Kommendör av andra klassen av Polska orden Polonia Restituta, 1938.[4][5]
- Kommendör av Tyska Örnens orden, 1938.[4][5]
- Kommendör av första graden av Danska Dannebrogorden, 1940.[6][7]
- Storofficer av Italienska Sankt Mauritii- och Lazariorden, 1941.[7][8]
- Storofficer av Lettiska Tre stjärnors orden, 1941.[7][8]
- Kommendör av Franska Hederslegionen, 1946.[9][10]
- Storkorset av Belgiska Kronorden, 1948.[11][12]